# Affaire Dominique Savio et Henri Suso
L'affaire Dominique Savio et Henri Suso concerne deux prêtres qui auraient commis dans les années 1990 des agressions sexuelles sur des élèves de l'internat d'une école gérée par la communauté des Béatitudes à l'abbaye Notre-Dame d'Autrey à Autrey dans les Vosges. Dominique Savio est, de 2015 à 2023, numéro deux des Béatitudes et Henri Suso a rejoint, en 2012, le diocèse de Fréjus-Toulon. Une enquête canonique est ouverte pour Dominique Savio en janvier 2023. Une enquête préliminaire canonique est également ouverte en octobre 2023 sur les différentes affaires au sein de la communauté des Béatitudes.

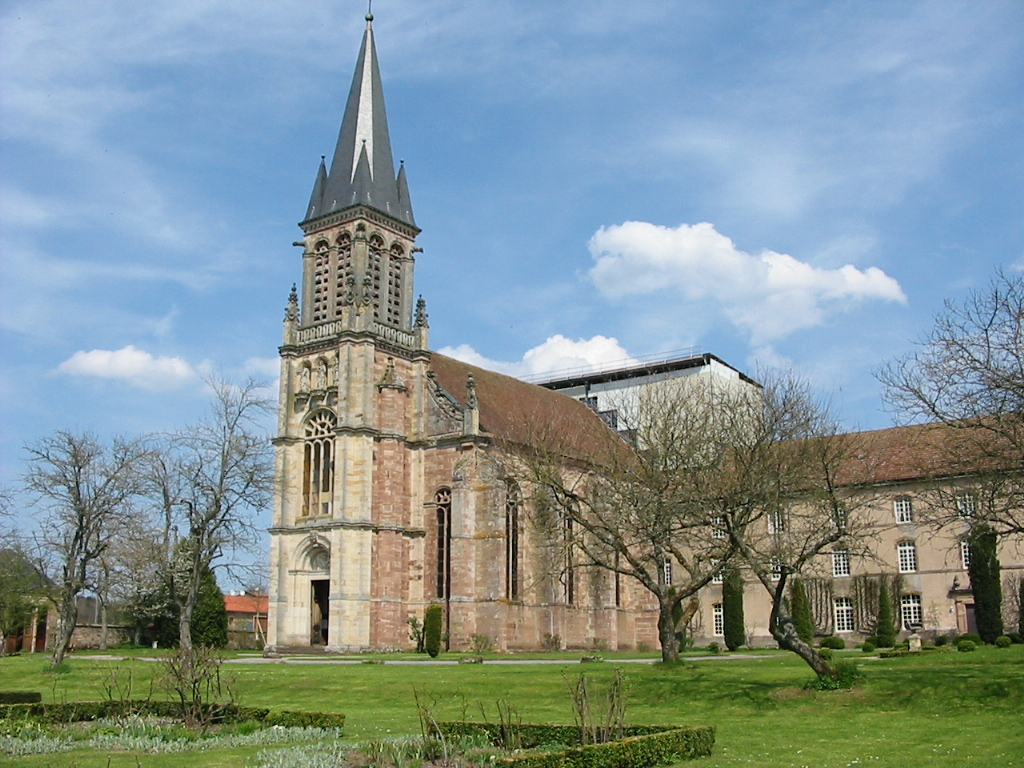
L'abbaye Notre-Dame d'Autrey dans le diocèse de Saint-Dié.

## Historique
Le 12 janvier 2023, La Croix publie le reportage du journaliste Mikael Corre sur des abus sexuels présumés au sein du cours Agnès de Langeac, école située à l'abbaye Notre-Dame d'Autrey dans les Vosges, animée par la communauté des Béatitudes de 1988 jusqu'à sa fermeture en 2007. Dix anciens élèves auraient été victimes d'agressions de la part de deux prêtres de l’internat, les pères Dominique Savio et Henri Suso. En 2008, Le Parisien mentionne le suicide de huit anciens élèves. Une autre victime alléguée, Yann Laurent, s'est suicidée en juin 2019,.

### Henri Suso
Henri Suso « a été reconnu coupable du délit d’abus sexuel continu sans violence » sur une victime lors d'un procès pénal canonique en octobre 2012 et « des mesures conservatoires lui ont été notifiées ». D'après La Vie, il s'agit d'une « obligation de cinq années de suivi psychologique et psychiatrique et l’interdiction d’approcher des jeunes de moins de 25 ans pendant 10 ans ». Il travaille pour le diocèse de Fréjus-Toulon en étant incardiné dans le diocèse d'Albi. En 2016, il est aumônier du centre pénitentiaire de Toulon-La Farlède où sont pourtant incarcérés de nombreux détenus de moins de 25 ans. Toutefois le ministère de la justice indique aux journalistes de La Croix : « Entre 2016 et 2022, l’administration pénitentiaire n’a pas été informée des faits que vous mentionnez ». Par ailleurs, le religieux est spécialisé dans l'exorcisme et réside en 2022 au sein du monastère des sœurs dominicaines Notre-Dame de Clarté, à Salernes, comme prêtre-aumônier,. En février 2022, Marie-Bernard d’Alès fait l'objet d'un signalement auprès de la justice par le responsable de la cellule de veille contre les abus sexuels au diocèse de Fréjus-Toulon.

### Dominique Savio
En 2004, le parquet d’Épinal abandonne une première enquête à l'encontre de Dominique Savio, faute de preuves, puis rouvre une enquête en 2008. À la suite du témoignage de plusieurs victimes, le prêtre, alors âgé de 43 ans, est placé en garde à vue en 2010 par les enquêteurs de la Direction centrale de la police judiciaire de Nanterre. Il est confronté à trois d'entre elles qui donnent des témoignages similaires. Il reconnaît lors des auditions certaines agressions. L'affaire est classée sans suite faute de charges suffisantes. Ultérieurement, Dominique Savio devient, en 2015, le « numéro 2 des Béatitudes ».
Le 24 janvier 2023, la communauté annonce que Dominique Savio se met en retrait de la gouvernance, et qu'une enquête canonique a été ouverte à son encontre, initiée par Guy de Kerimel, archevêque de Toulouse.

### Pseudonymes
Depuis le début de l'affaire, les deux prêtres ont changé plusieurs fois de nom.
Henri Suso, de son vrai nom Bernard d'Alès, qui se fait désormais appeler Marie-Bernard d’Alès.
Dominique Savio, de son vrai nom Georges Silva, qui se fait appeler Martin de Tours ou parfois Martin Silva.

## Réactions
À la suite de ces révélations par le quotidien La Croix, la communauté et le diocèse de Fréjus-Toulon publient des communiqués pour redire leur « plus grande sollicitude et compassion envers les personnes qui ont souffert de ces faits ».

## Enquêtes canoniques
Après l'enquête canonique ouverte sur Dominique Savio, le tribunal pénal canonique national annonce, dans un communiqué du 6 octobre 2023, avoir reçu mandat des diocèses d’Albi, Saint-Dié et Toulouse pour mener à bien l’enquête préliminaire canonique ouverte « concernant différentes affaires mettant en cause certains membres de la communauté des Béatitudes ». « Les faits concernant de façon connexe plusieurs personnes et plusieurs lieux, précise le tribunal, la qualité de l’enquête nécessite un examen global de l’ensemble des données pour que la vérité soit faite de la manière la plus approfondie et objective possible »,.